# Jamim Noraim
Jamim Noraim (hebräisch ימים נוראים ‚ehrfurchterweckende Tage‘) ist die Bezeichnung für die Hohen Feiertage des Judentums, also die Feiertage Rosch ha-Schana und Jom Kippur. Oft werden mit Jamim Noraim aber auch die zehn Tage der Umkehr (hebräisch עשרת ימי תשובה Assereth Jemej Teschuwa), d. h. zusätzlich zu Rosch ha-Schana und Yom Kippur die dazwischen liegenden Tage, bezeichnet. Des Weiteren kann sich Jamim Noraim auf die gesamte 40-tägige Bußperiode vom Ersten (Rosch Chodesch) des Monats Elul bis Jom Kippur beziehen.

## Übersicht und Einordnung
Die jüdischen Festtage, hebräisch ימים טובים jamim towim, deutsch ‚gute Tage‘ ‚Festtage‘ werden eingeteilt in zwei Gruppen:
- die erste Gruppe bestehend aus drei Wallfahrts- oder Freudenfeste (hebräisch שלוש רגלים schalosch regalim) das sind Pessach, Schawuot und Sukkot, bei denen vor der Zerstörung des Jerusalemer Tempels Opfer dargebracht wurden.
- die zweite Gruppe, eben die ימים נוראים jamin noraim, deutsch ‚ehrfurchterweckende Tage‘ mit u. a. Rosch Haschana und Jom Kippur.